# EPM Musique
EPM, fondé en 1986 par François Dacla, ancien président de RCA Records, est un label discographique spécialisé dans la chanson française. Le label est repris en 2015 par Christian de Tarlé, ancien cadre de l'industrie musicale chez Sony et Universal.
La plupart du catalogue est distribué par Universal Music France.

## Artistes du catalogue
- Léo Ferré
- Gilles Vigneault
- Romain Didier
- Bertrand Louis
- Jofroi
- Hervé Vilard
- Sapho
- Barbara
- Anne Sylvestre
- Michèle Bernard
- Chanson plus bifluorée
- Bernard Sauvat
- Georges Chelon
- Yvan Dautin
- Marc Ogeret
- Marc Robine
- Francis Lemarque
- Monique Morelli
- Hélène Martin
- Julos Beaucarne
- Diane Dufresne
- Anna Prucnal
- Anne Vanderlove
- Claudine Lebègue
- Francesca Solleville
- Marcel Dadi
- Pierre Dac
- Michel Buhler
- Jean Vasca
- Gwen Soli & Monsieur  G